# Први вардарски корпус ЈВуО
Први вардарски корпус (Горски штаб 157) или Козјачки корпус је био један од три корпуса у саставу Југословенске војске у отаџбини на простору Вардарске Македоније.

## Историја
У љето 1943. године основан је штаб Првог вардарског корпуса на челу са Стојаном Крстићем, гардијским капетаном Југословенске војске. Први корпус чиниле су Прешевска, Кривопаланачка, Скопска, Жеглиговска и Ристовачка бригада.
Дејства корпуса су се одвијала на подручју Врање—Гњилане—Велес—Ђевђелија—граница Бугарске:
- Прешевска бригада била је под командом поручника Александра Ђорђевића, а дјеловала је на подручју Прешевска долина — Пчињска околина,
- Кривопаланачка бригада била је под командом Ангела Манисевског, затим Ђорђија Попова и на крају Петруша Стефановића,
- Жеглиговска бригада била је под командом Милоша Анастасијевића и дјеловала је у подручју Пчиње,
- Скопска бригада била је под командом Николе Урдаревића, рођака Александра Урдаревског, дјеловала је на подручју планине Црне горе.

Почетком 1944. број бораца у корпусу износио је око 800 људи, углавном поријеклом из Македоније.
У јануару 1944. године дио корпуса је разбијен заједничким дејством Треће македонске ударне бригаде и Бугарског батаљона Христо Ботев. У Новом Селу је 3. марта 1944. године разбијена чета Стојана Крстића, када је заједно са њим убијено још једанаест четника. Након овог губитка Први вардарски корпус престао је да постоји.